# Compromís:Acord per Guanyar

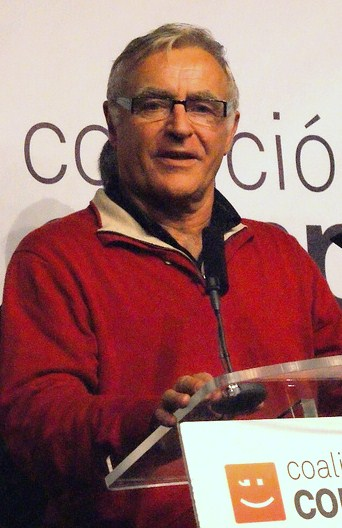
Joan Ribó, en 2011.

Compromís:Acord per Guanyar (en español, Compromiso:Acuerdo para Ganar; anteriormente denominada Compromís per València) es una coalición electoral española de ámbito valenciano conformada para concurrir a las diversas elecciones municipales desde el año 2010 en la Comunidad Valenciana. Recibe su actual nombre desde las elecciones municipales de 2023, cuando la coalición se amplió para incluir a diversos partidos políticos locales de carácter minoritario.
Nació como una coalición electoral integrada por el Bloc Nacionalista Valencià (BLOC), Iniciativa del Poble Valencià (IdPV) y Els Verds Esquerra Ecologista del País Valencià (EV-EE), a la que se sumaron un conjunto de plataformas ciudadanas como Projecte Obert, de donde procede el cabeza de lista, Joan Ribó.

## Historia

### Orígenes
La coalición nace como candidatura a las elecciones locales de 2011 en la ciudad de Valencia por parte de Compromís. Se trataba de una coalición inédita en la ciudad, ya que en las anteriores  elecciones locales de 2007 el acuerdo entre Esquerra Unida del País Valencià y el BLOC, principales formaciones del anterior Compromís pel País Valencià (a nivel autonómico) no fructificó, lo que provocó que el  consistorio municipal ninguno de los partidos (solo se presentó EU, que por primera vez en su historia quedó sin representación municipal) alcanzaron los votos mínimos para obtener representación. La rotura interno de EUPV en dos fuerzas políticas diferenciadas, permitió a las fuerzas restantes firmar esta coalición para los comicios de 2011.
La candidatura de la coalición, encabezada por el exdirigente de EUPV Joan Ribó, se presentó el 12 de junio de 2010 en el Teatro El Micalet de Valencia. Además de Ribó, la candidatura estuvieron Consol Castillo (BLOC), Maria Pilar Soriano (IdPV), Giuseppe Grezzi (EV-EE) y Pere Fuset (BLOC). Compromís per València obtuvo 3 concejales con 35.881 votos, el 9,03% de los votos emitidos en la ciudad.

### Primera legislatura
Desde Compromís por Valencia se designó al dibujante gráfico Ortifus como componente del jurado que elegiría cuál sería el monumento municipal a las Fallas 2013. Joan Ribó justificó la decisión como un acto para poner en valor la falla de l'Ajuntament. También han denunciado que el automóvil personal de la alcaldesa de Valencia, Rita Barberá haya sido estacionado durante un largo periodo de tiempo en el aparcamiento del Ayuntamiento, en un estado cercano al de abandono. Rita Barberá justificó el hecho aduciendo motivos de seguridad. 
En septiembre de 2012,  Joan Ribó pidió públicamente que alguno de los concejales de su formación pudiera tener la opción de llevar a Real Señera durante los actos del Nueve de Octubre. Asimismo, pidieron a la alcaldesa de Valencia, Rita Barberá, que no diera solo esa opción a los concejales que entraron en el  Te Deum  que durante la Procesión Cívica se realizan en la Catedral de Valencia, sino a cualquier concejal independientemente de sus creences. Finalmente, la alcaldesa de Valencia decidió que el portador fuera el concejal socialista Joan Calabuig, quien sí estaba dispuesto a participar en los actos religiosos.

### Elecciones municipales de 2015
Compromís, y Compromís per València como candidatura municipal, eligieron por elecciones primarias a los candidatos para las elecciones a las Cortes Valencianas de 2015 y  municipales de 2015. Joan Ribó i Canut fue reelegido como cabeza de lista al ser el único candidato que presentar-se. Al censo de las primarias se apuntaron 5.458 personas, más de un 10% de los más de 40.000 inscritos en el conjunto de la Comunidad Valenciana. Las votaciones se realizaron a finales de enero de 2015, primero con opción a voto por vía telemática y el 31 de enero se abrieron urnas presenciales en el Octubre Centro de Cultura Contemporánea.
Compromís, en las elecciones municipales de 2015, obtuvo un resultado histórico en la ciudad de Valencia, donde obtuvo 9 concejales con 95.958 votos, un 23,28% de los votos emitidos. Compromís se convierte así en la fuerza más votada de la izquierda.

### Elecciones municipales de 2023
Para las elecciones municipales de 2023 esta coalición se renombró, adoptando la actual denominación de Compromís:Acord per Guanyar, incorporando en su seno a diversos partidos políticos minoritarios de ámbito local. Obtuvo 662 de los 5760 concejales elegibles en los Ayuntamientos de la Comunidad Valenciana. En las capitales de provincia: En el Ayuntamiento de Valencia la coalición obtuvo 9 de 33 concejales, en el Ayuntamiento de Alicante 2 de 29, y en el Ayuntamiento de Castellón de la Plana 3 de 27.